# 9459 Gracecai
9459 Gracecai eller 1998 FW113 är en asteroid i huvudbältet som upptäcktes den 31 mars 1998 av LINEAR i Socorro County, New Mexico. Den är uppkallad efter Grace Cai.